# サンジウ族
サンジウ族（ベトナム語：Người Sán Dìu / 𠊛振遙）は、ベトナムの北部に住み、広東語の方言あるいは広西平話を話すザオ族（ベトナム語：người Dao / 𠊛瑤）系の民族。17世紀ごろに中国（明）の広東から移住したと考えられている。

## 別名
他の呼称に サンゼオ（Sán Déo）、チャイ（Trại）、チャイダット（Trại Đất）、マンクアンコック（Mán quần cộc）などがある。
ベトナム政府によるサンジウ族の分類では、中国語を話す民族のうち、ホア族（Hoa / 華）やガイ族（Ngái / 𠊎）でないグループとなる。

## 人口
2009年の推定人口は14万6800人で、2000年時点での推定人口11万7500人からは増加している。
主にクアンニン省、フンイエン省、バクザン省、フート省、バックカン省、タイグエン省、トゥエンクアン省に分布している。

## 文化
主に陸稲栽培などの農業や、漁業、水運など、河川に係わる仕事をする人が多い。独特の用具として、泥道を水牛に引かせるそりのような輸送具（木馬、きんま）を使用している。
食文化ではよく粥やトウモロコシを食べる。
太陰暦によって暮らしており、伝統行事の場で、男女の歌垣が行われる。
宗教は主に大乗仏教と道教の他、シャーマンがおり、竈の神などを祭るアニミズムを信奉しているが、クアンニン省を中心にカトリック信者やプロテスタント信者もいる。